# Distretto municipale di Keta
Il distretto municipale di Keta (ufficialmente Keta Municipal District, in inglese) è un distretto della Regione del Volta del Ghana.